# Szarif Aszraf
Szarif Aszraf Hamid Akila, Sherif Ashraf Hamid Oqila (arab. شريف أشرف حامد عقيلة; ur. 1 stycznia 1987 w Aleksandrii) – egipski piłkarz występujący na pozycji napastnika.

## Kariera klubowa
Aszraf profesjonalną karierę rozpoczął w Al-Ahly Kair. W kolejnych latach reprezentował barwy Zamalek SC i El Gouna FC. Zimą 2012 roku przeniósł się do Finlandii. Najpierw był zawodnikiem HJK Helsinki, a następnie FF Jaro. Wiosną 2013 roku ponownie występował w rodzinnym kraju w klubie Haras El-Hodood, zaś latem 2012 roku został graczem szwajcarskiego FC Biel-Bienne. Następnie grał w El Gouna FC i El Mokawloon SC, a w 2015 przeszedł do El-Entag El-Harby SC. Następnie grał w Jeddah Club, El Qanah FC, Pharco FC i Abu Qair SC.

## Kariera reprezentacyjna
W reprezentacji Egiptu zadebiutował 14 listopada 2012 roku w towarzyskim meczu przeciwko Gruzji. Na boisku pojawił się w 68 minucie meczu.
| Mecze i gole w reprezentacji | Mecze i gole w reprezentacji | Mecze i gole w reprezentacji | Mecze i gole w reprezentacji | Mecze i gole w reprezentacji | Mecze i gole w reprezentacji | Mecze i gole w reprezentacji |
| 2012                         | 2012                         | 2012                         | 2012                         | 2012                         | 2012                         | 2012                         |
| ---------------------------- | ---------------------------- | ---------------------------- | ---------------------------- | ---------------------------- | ---------------------------- | ---------------------------- |
| 1.                           | 14.11.2012                   | Tbilisi, Gruzja              | Gruzja                       | 0:0                          | 0                            | towarzyski                   |
| 2013                         |                              |                              |                              |                              |                              |                              |
| 2.                           | 10.01.2013                   | Abu Zabi, ZEA                | Ghana                        | 0:3                          | 0                            | towarzyski                   |
| 3.                           | 14.01.2013                   | Abu Zabi, ZEA                | Wybrzeże Kości Słoniowej     | 2:4                          | 0                            | towarzyski                   |

## Sukcesy
Zamalek
- Puchar Egiptu: 2008

HJK
- Mistrzostwo Finlandii: 2012